# Episodi de Le ragazze del centralino (terza stagione)
La terza stagione della serie televisiva Le ragazze del centralino, composta da 8 episodi, è stata distribuita a livello internazionale il 7 settembre 2018 sul servizio on demand Netflix.
| nº | Titolo originale | Titolo italiano          | Pubblicazione Spagna | Pubblicazione Italia |
| -- | ---------------- | ------------------------ | -------------------- | -------------------- |
| 1  | El tiempo        | Capitolo 17: Il tempo    | 7 settembre 2018     | 7 settembre 2018     |
| 2  | La muerte        | Capitolo 18: La morte    | 7 settembre 2018     | 7 settembre 2018     |
| 3  | La verdad        | Capitolo 19: La verità   | 7 settembre 2018     | 7 settembre 2018     |
| 4  | La venganza      | Capitolo 20: La vendetta | 7 settembre 2018     | 7 settembre 2018     |
| 5  | El pecado        | Capitolo 21: Il peccato  | 7 settembre 2018     | 7 settembre 2018     |
| 6  | La lucha         | Capitolo 22: La lotta    | 7 settembre 2018     | 7 settembre 2018     |
| 7  | La esperanza     | Capitolo 23: La Speranza | 7 settembre 2018     | 7 settembre 2018     |
| 8  | El destino       | Capitolo 24: Il destino  | 7 settembre 2018     | 7 settembre 2018     |